# NGC 1141
NGC 1141 é uma galáxia  localizada na direcção da constelação de Cetus. Possui uma declinação de -00° 10' 41" e uma ascensão recta de 2 horas, 55 minutos e 09,7 segundos.
A galáxia NGC 1141 foi descoberta em 5 de Outubro de 1864 por Albert Marth.